# 봉양도서관
봉양도서관(鳳陽圖書館)은 대한민국 충청북도 제천시 봉양읍 주포리에 있는 도서관이다.

## 연혁
- 1998년 3월 13일 개관
- 2003년 1월 9일 제천시립도서관의 분관으로 편입.
- 2020년 9월 23일 봉양도서관 리모델링 생활SOC복합화 사업 선정 (사업비 537백만원)
- 2021년 2월 5일 봉양도서관 리모델링 조성사업 실시설계 용역
- 2021년 6월 1일 리모델링 공사 추진
- 2021년 11월 20일 봉양도서관 재개관

## 이용 안내
이용 시간
- 화~토요일 09:00~22:00 (하절기) / 화~토요일 09:00~21:00 (동절기)

휴관일
- 매주 월요일